# Драматичен театър „Стоян Бъчваров“
Драматичен театър „Стоян Бъчваров“ е държавен театър, културен символ на Варна.

## История
В началото на септември 1915 г. варненски артистичен комитет взема решение да организира градски театър и започва да събира заявления на артистите, кандидати за новата театрална трупа. Плануван е публичен изпит за тях в пиесата „Иванку" от Васил Друмев, която да се играе пред специална комисия с участието на Гено Киров, артист от Софийския народен театър. Самият театър е създаден през 1921 г. с решение на Варненския общински съвет като Общински професионален театър. Има една от най-разпознаваемите театрални сгради в България, която е проектирана от архитект Никола Лазаров. Театралната сграда е окончателно завършена през 1932 г. благодарение на доброволната помощ на варненската общественост, набрала средствата чрез фондови марки.
Първото представление на театъра е „Инстинктът“ от А. Кестмекер на 12 март 1921 г. До 29 октомври 1932 г. представленията се играят в ремонтираната зала „Съединение“. В сведение за представленията на театъра за времето от 14 октомври 1938 г. до 28 февруари 1939 год. се упоменава, че постановките са посетени от 68 624 зрители, като най-голям интерес е предизвикала постановката „Хан Татар“ от Никола Икономов.
Съгласно Закона за театрите от 1942 г. театърът е одържавен. През 1957 г. по случай 35-годишнината си театъра получава името „Стоян Бъчваров“. От 1976 до 1990 г. към театъра функционира Детско театрално студио с художествен ръководител режисьорът Руслан Райков и художник Д. Райков. От 1992 г. Драматичен театър „Стоян Бъчваров“ е домакин на театралния фестивал „Варненско лято“.

## Сграда
Сградата на Варненския театър е построена по конкурсен проект на архитект Никола Лазаров, участвал и в построяването на Софийския народен театър. На 26 март 1912 г. е положен основния камък. Кметът Иван Церов произнася реч, с която очертава високото културно значение на театъра и насъщната необходимост от градски театър във Варна.
Строежът започва с дарителството на хората от цяла Варна. След ентусиазираното начало и няколко години затишие през 1927 година строителните работи са възстановени. Фондовите марки за доизграждане на театъра се прибавят към всеки хляб, всеки билет за кино, за градско увеселение, за баня, за плаж. За по-малко от месец се събират 1 милион лева. И управителното тяло на Народната театрална кооперация отпуска заем от 2 милиона лева.
При довършването на строежа се правят известни промени: сцената е разширена от двете страни и в дълбочина от арх. Дабко Дабков. Строежът е завършен от градския архитект Желязко Богданов. Сградата е открита на 5 юни 1932 г. на острия ъгъл на главния градски площад и малка странична улица. Залата е в класическата форма на подкова, с ложи около сцената и два балкона. Влизането е от ъгъла през елипсовиден вестибюл, като над него в същата форма е представителното фоайе.
Зданието завършва с мансарден покрив, овален купол над фоайето и четири малки купола в ъглите над стълбищните коридори.

## Актьори (сезон 2017/2018)
- Адриян Филипов
- Антонио Угрински
- Биляна Стоева
- Валентин Митев
- Валери Вълчев
- Веселина Михалкова
- Гергана Арнаудова
- Даниела Викторова
- Ивайло Иванов
- Константин Соколов
- Милена Кънева
- Михаил Мутафов
- Нели Вълканова
- Ненчо Костов
- Николай Божков
- Николай Кенаров
- Петя Ангелова
- Пламен Георгиев
- Пламен Димитров
- Полина Недкова
- Свилен Стоянов
- Станислав Кондов
- Стоян Радев
- Теодора Михайлова
- Цветина Петрова
- Юлияна Чернева

Общинското управление в града ангажира известния столичен български артист Стоян Бъчваров да устрои общинска трупа, поддържана и субсидирана изключително от общината. Той привлича актьорите Н. Гандев, П. Димитров, А. Темелков, Щ. Попов, Н. Бъчварова, Ив. Гюндеров, М. Димитрова, Ст. Гандева, Ем. Попова, М. Атанасова-Ерато, М. Николова, а след това и Вл. Трендафилов, Ив. Янев, В. Ушева, Хр. Динев. През 1921 – 1941 г. в театъра работят актьорите Е. Хранова, Н. Икономов, П. Икономова, Пр. Петров, Н. Станиславска, Идеал Петров, Ж. Мандаджиев, Я. Михов. След 1941 г. към театъра се присъединяват Ив. Янев, Хр. Динев, Н. Станиславска, А. Феликсова, Ц. Кандов, Л. Шиварова, К. Чукова, П. Слабаков, К. Динева, Д. Ганева и др.

## Репертоар
- „Приключения опасни със герои сладкогласни“ от Недялко Йорданов – реж. Костадин Бандутов (премиера 27 март 2018)
- „Телефонът на мъртвеца“ от Сара Рул – реж. Петър Денчев (премиера 21 март 2018)
- „хенри IV“ от Луиджи Пирандело – реж. Лилия Абаджиева (премиера 2 и 3 декември 2017)
- „комичната илюзия“ от Пиер Корней – реж. Васил Дуев
- „Сън“ от Магда Борисова – реж. Стоян Радев Ге.К. (премиера 26 и 27 септември 2017)
- „Бащи, лъжи и още нещо“ от Рей Куни – реж. Костадин Бандутов
- „Месец на село“ от Иван Тургенев – реж. Стилиян Петров (премиера 30 и 31 март 2017)
- „Криворазбраната цивилизация“ от Добри Войников – реж. Стоян Радев Ге.К.
- „Прелестите на изневярата“ от Валентин Красногоров – реж. Костадин Бандутов
- „Влюбеният Шекспир“ – реж. прог. Пламен Марков
- „Брак по принуда“ от Молиер – реж. Пламен Марков
- „Доходно място“ от Александър Островски – реж. Крис Шарков
- „Двама на пейка“
- „Кавказкият тебеширен кръг“ от Бертолд Брехт – реж. Маргарита Младенова
- „Едноокият цар“ от Марк Креует – реж. Петър Денчев
- „Ретро“ от Александър Галин – реж. Пламен Марков
- „Опасни връзки“ от Кристофър Хемптън – реж. Стилиян Петров (премиера 27 март 2015)
- „Глупаци“
- „Свекърва“ от Антон Страшимиров – реж. Стоян Радев Ге.К.
- „Измяна“ от Харолд Пинтър – реж. проф. Пламен Марков
- „Оскар“
- „Талантливият мистър Рипли“
- „Ревизор“ от Николай Гогол – реж. проф. Пламен Марков
- „Канкун“ от Жорди Галсеран – реж. Стилиян Петров
- „Вуйчо Ваньо“ от Антон Чехов – реж. Пламен Марков
- „Гимнастика за бременни“ от Здрава Каменова – реж. Калин Ангелов
- „Калигула“
- „Паметта на водата“ от Шийла Стивънсън – реж. Стоян Радев Ге.К.
- „Американска рулетка“
- „Ричард III“
- „Дон Жуан и любовта към геометрията“
- „Урболешка трагедия“
- „Страсти под брястовете“
- „Горчивите сълзи на Петра фон Кант“
- „Гледна точка или ръбовете на кръга“
- „Дамски шивач“
- „Големанов“
- „Домът на Бернарда Алба“

## Директори
Стоян Бъчваров, И. Даниел, М. Икономов, Ив. Янев, Вл. Тенев, Г. Донев, Й. Черкезов, П. Атанасов, П. Димитров, Н. Фол, Н. Икономов, Ст. Николаев, Пр. Мирчев, Д. Вангелов, Н. Попов, Ал. Хаджихристов, Н. Савов, П. Дамянова, Л. Кирилов, Г. Парушев, Ж. Мандаджиев, Кр. Момчев, А. ламбев, С. Папазова, К. Бандутов, Ст. Алексиев Д. Данаилова, Д. Димова.

## Режисьори
Н. Фол, Ат. К. Георгиев, Хрисан Цанков, Ю. Яковлев, Георги Костов, Г. Громов, Из. Хершкович, Стефан Кортенски, Ян. Стоилов, В. Василева, Ст. Гъдуларов, Ив. Иванов, К. Илиев, Б. Тафков, В. Цанков, Л. Кирков, Б. Тафков, Ст. Станчев, Л. Гройс, Явор Гърдев, Стайко Мурджев, Калин Ангелов, Димитър Стоянов, Пламен Марков, Крис Шарков, Маргарита Младенова, Лилия Абаджиева, Стоян Радев Ге.К., Стилиян Петров, Петър Денчев, Васил Дуев, Константин Бандутов, Георги Михалков, Цветан Цветков.

## Сценографи
М. Каролев, Вл. Лингорски, Вл. Мисин, Пр. Кършовски, М. Михайлов Тодор Игнатов.

## Драматурзи
Г. Гочев, М. Матеев, Г. Парушев, Пламен Марков, Петър Денчев, Сия Папазова.

## 100-годишен юбилей
По повод 100-годишнината от първото представление, театърът организира юбилеен спектакъл „100!“, насрочен за 12 март 2021 г. Само ден по-рано, на 11 март 2021 г., областният управител Стоян Пасев свиква извънредно заседание на Кризисния щаб за борба с коронавируса и взема решение от една единствена точка - преустановяване на всички културни и развлекателни мероприятия на територията на област Варна с публика в салона, като мярка за ограничаване на разпространението на заразата. Решението предизвиква негативни реакции в културните среди, тъй като забраната е оправдана с повишаване на заболеваемостта в областта, на което официалните данни противоречат. В медиите се появява информация, че забраната се случва не заради разпространението на заразата, а защото президентът Румен Радев е потвърдил присъствие на спектакъла. Часове по-късно, като жест към зрителите и почитателите на театъра, Драматичен театър „Стоян Бъчваров“ обявява, че представлението ще се играе в празна зала и ще бъде излъчено на живо в интернет. В деня на юбилея следва нов обрат - в репортаж на bTV областният управител заявява, че театрите ще бъдат отворени.